# 우방기강

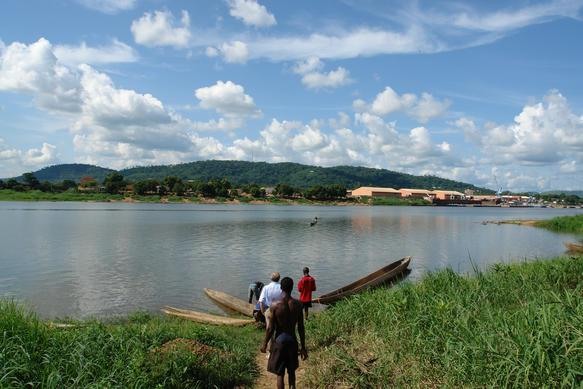
방기에서 바라본 우방기강의 모습

우방기강(Ubangi River, Oubangui River)는 중앙 아프리카에 위치한 콩고강의 중요한 지류이다. 이 강은 동쪽으로 350 km 떨어진 음보무강(Mbomou)과 우엘레강(Uele)이 만나는 지점에서 시작되며, 서쪽으로 500 km 떨어진 콩고강으로 중앙아프리카 공화국의 수도인 방기를 거쳐 콩고강으로 흘러나간다. 방기(Bangui)의 지명은 우방기강에서 유래한 것이다.
우방기강의 상류는 중앙아프리카 공화국과 콩고 민주 공화국의 경계가 되고 있으며, 콩고강과 맞닿는 하류는 콩고 민주 공화국과 콩고 공화국의 경계를 이룬다.
우방기강의 총연장은 우엘레강을 합쳐 2,250 km에 달한다. 방기에서의 평균유량이 초당 4,280 m3로 추산되는데, 5~10월 사이의 홍수 때는 유량이 1만 4,000 m3를 초과하는 수도 있고 수위가 낮아질 때(2~4월)는 1,000 m3로 감소한다.
우방기강은 상류에서는 길쭉한 섬들에 의해 여러 가닥으로 갈라지며, 그밖의 지역에서는 방기에서 보는 바와 같이 흐름을 가로막는 바위들로 인하여 급류를 이룬다. 우방기강은 콩고 분지에 들어서면서 넓은 수로가 사주(砂洲)로 인해 갈라지는 등 모습이 변하지만 몇몇 지류는 여전히 급류 때문에 흐름에 방해를 받는다.
동경 16°와 우방기강 사이에 있는 지역은 평평한 늪지 계곡과, 서쪽 언덕으로부터 동쪽과 남동쪽으로 낮아져 콩고강에 이르는 낮은 분수계로 이루어져 있는데, 이 지역 대부분에 적도 우림(雨林)이 빽빽이 들어서 있고, 상가강 북동부와 남서부에 걸쳐 있는 지역은 상습적으로 범람하는 지역에 속한다. 우방기강은 이레부 마을이 있는 이레부 수로 어귀에서 콩고강에 합류하는데, 낮은 늪지 호수인 툼바 호의 물도 이레부 수로를 통해 콩고강으로 빠진다. 4~6월말에는 콩고강의 물이 우방기강으로 거꾸로 유입된다
콩고강과 함께 우방기강은 방기와 브라자빌을 잇는 중요한 수로가 되고 있으며, 여러 선박이 방기와 브라자빌 사이를 운행하고 있다.
1960년대, 우방기강의 강물을 샤리강(Chari River)으로 흐르게 하여 차드호로 흘러들어가게 하려는 계획이 발표되었다. 이 계획은 우방기강으로부터 흘러들어온 강물이 차드 호의 수량을 풍족하게 하고, 이를 통해 어업과 농업 그리고 목축업에 종사하는 중앙 아프리카와 사하라 사막의 주민 천만명에게 도움을 줄 수 있을 것으로 예측했다. 이 계획은 최근까지도 계속 논의 되고 있다.